# Mont Sainte-Victoire avec grand pin
Mont Sainte-Victoire avec grand pin ou La Montagne Sainte-Victoire au grand pin est une peinture à l'huile sur toile réalisée vers 1887 par l'artiste français Paul Cézanne. Elle est la propriété du Courtauld Institute of Art depuis 1934 et est exposée dans la galerie de Somerset House. Elle appartient à une série de peintures à l'huile de la montagne Sainte-Victoire que Cézanne a peintes tout au long de sa carrière.

## Description
Le sujet du tableau est la montagne Sainte-Victoire vue de Montbriant, en Provence dans le sud de la France. Cézanne passait beaucoup de temps dans la région d'Aix-en-Provence à cette époque, et a développé une relation particulière avec le paysage. Montbriant était la propriété de Maxime Conil, beau-frère de Cézanne qui y a travaillé souvent. Dans son tableau, le peintre a représenté le viaduc du chemin de fer de la ligne Aix-Marseille au niveau de la vallée de l'Arc, au centre, sur le côté droit de ce tableau,.

## Postérité
On aperçoit ce paysage de Cézanne par les fenêtres du triptyque Une affaire de pommes n°2 (Cézanne) peint par Herman Braun-Vega en 1970 pour célébrer le rôle de "père créateur" de certains mouvements artistiques joué par Cézanne.